# Huntington Beach Challenger
L'Huntington Beach Challenger è stato un torneo professionistico di tennis giocato su campi in cemento. Faceva parte dell'ATP Challenger Series. L'unica edizione si è disputata a Huntington Beach negli Stati Uniti.

## Albo d'oro

### Singolare
| Anno | Campione       | Finalista      | Punteggio |
| ---- | -------------- | -------------- | --------- |
| 1979 | Glenn Petrovic | Marcel Freeman | 6–4, 6–2  |

### Doppio
| Anno | Campioni                   | Finalisti                      | Punteggio     |
| ---- | -------------------------- | ------------------------------ | ------------- |
| 1979 | Billy Martin Bruce Nichols | Peter Rennert Robert Van't Hof | 3–6, 7–6, 6–3 |